# 苣叶秃疮花
苣叶秃疮花（学名：Dicranostigma lactucoides）为罂粟科秃疮花属下的一个种。